# Graben (Gemeinde Deutsch-Griffen)
Graben, früher mitunter auch Graben-Griffen, ist eine Ortschaft in der Gemeinde Deutsch-Griffen im Bezirk St. Veit an der Glan in Kärnten. Die Ortschaft hat 7 Einwohner (Stand 1. Jänner 2025).

## Lage
Graben liegt etwa 3 ½ km Luftlinie nordnordwestlich des Gemeindehauptorts Deutsch-Griffen, nahe dem Oberlauf eines linken Zubringers zum Griffenbach. Zur Ortschaft gehören die Höfe Prunstner (Brunstner; Haus Nr. 3), Brandstätter (früher Blas am Bach; Nr. 4), Unter-Ruppitsch (Nr. 5; der ehemals benachbarte Ober-Ruppitsch besteht nicht mehr) und Weitenthaler (Nr. 7). 

## Geschichte

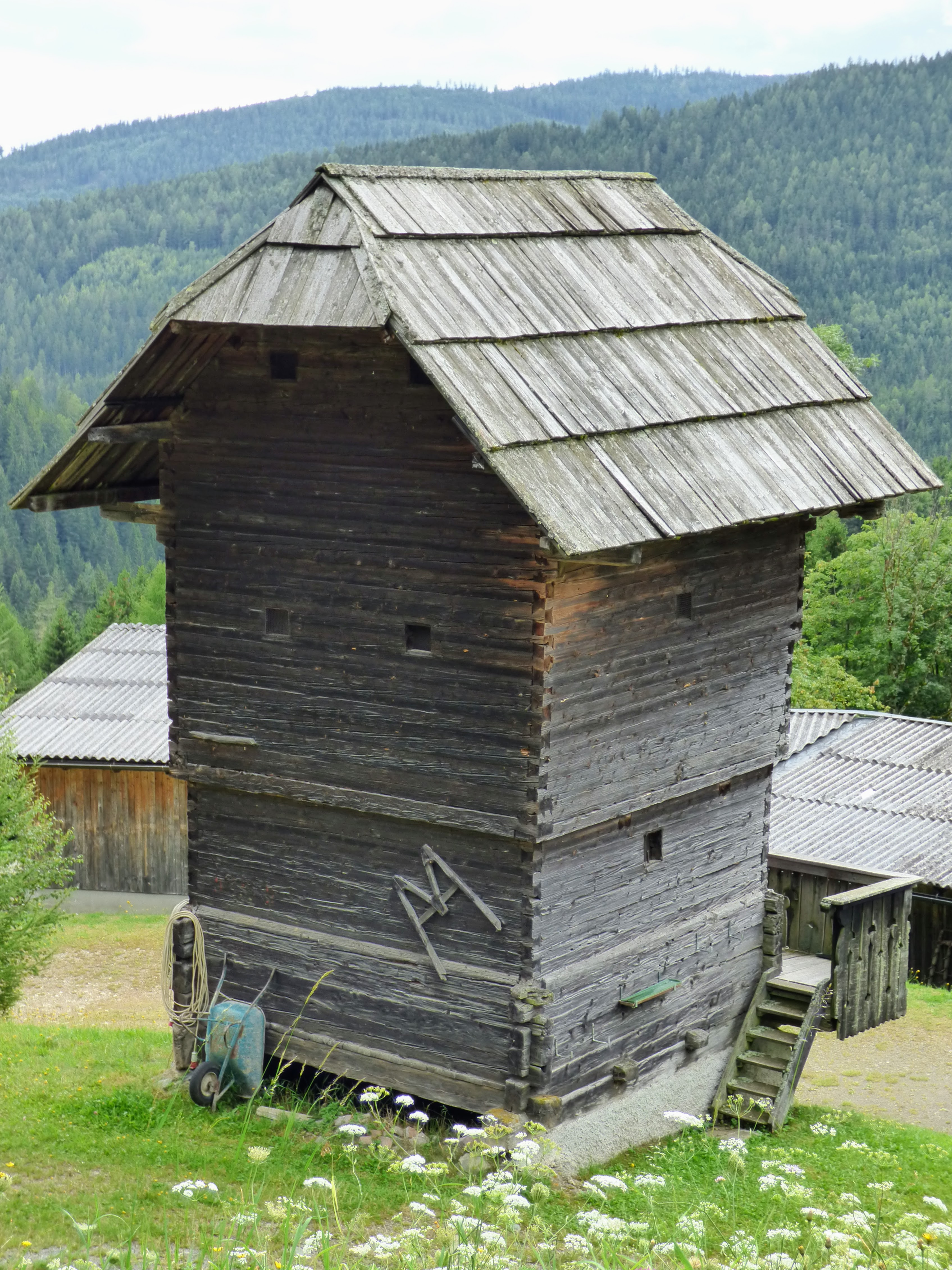
Speichergebäude am Brandstätterhof

Ab Gründung der politischen Gemeinden Mitte des 19. Jahrhunderts gehörte Graben zur Gemeinde Deutsch-Griffen. Bei der Kärntner Gemeindestrukturreform von 1973 kam der Ort an die damals neu errichtete Gemeinde Weitensfeld-Flattnitz, seit deren Auflösung 1991 gehört Graben wieder zur Gemeinde Deutsch-Griffen.

## Bevölkerungsentwicklung
Für die Ortschaft ermittelte man folgende Einwohnerzahlen:
- 1869: 8 Häuser, 52 Einwohner[2]
- 1880: 8 Häuser, 44 Einwohner[3]
- 1890: 6 Häuser, 61 Einwohner[4]
- 1900: 6 Häuser, 48 Einwohner[5]
- 1910: 7 Häuser, 36 Einwohner[6]
- 1923: 5 Häuser, 49 Einwohner[7]
- 1934: 51 Einwohner[8]
- 1961: 5 Häuser, 21 Einwohner[9]
- 2001: 4 Gebäude (davon 3 mit Hauptwohnsitz) mit 5 Wohnungen und 4 Haushalten; 13 Einwohner und 0 Nebenwohnsitzfälle; 1 Arbeitsstätte, 4 land- und forstwirtschaftliche Betriebe[10]
- 2011: 4 Gebäude, 9 Einwohner, 4 Haushalte, 0 Arbeitsstätten[11]
- 2021: 4 Gebäude, 8 Einwohner, 3 Haushalte, 2 Arbeitsstätten[12]